# Apple Display Connector

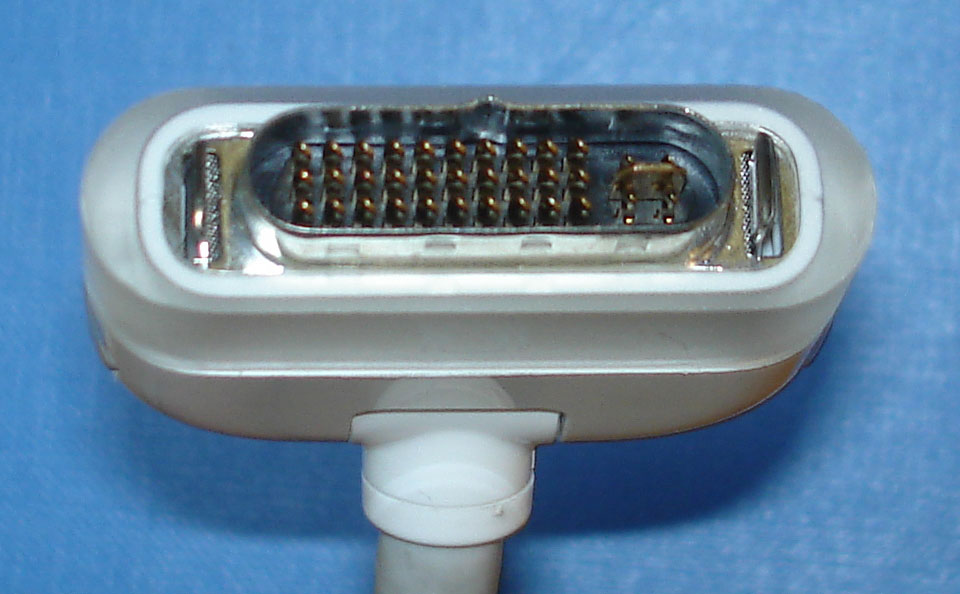
ADCコネクタ

Apple Display Connector（アップル・ディスプレイ・コネクタ）はApple Computerが2000年から2003年にかけてApple Cinema Displayで採用していたコンピュータディスプレイの接続方式の一つ。ADCと略して表記される。
2000年のPower Mac G4とPower Mac G4 Cubeから搭載された。電源、映像信号、USB信号を一本のケーブルにまとめることでデスクトップをすっきりさせる目的で採用していた。ADC対応ディスプレイの電源ボタンからシステムの電源を入れたり、スリープさせることが可能である。

## DVIとの互換
DVIと信号に互換性があり、他社コンピュータでも使用可能な、外部電源付きのDVI-ADCアダプタも市販されていた。
また、流用のためにディスプレイ側を汎用のDVIへ改造した例もある。